# Ljubomir Savić
Ljubomir Savić (Paraćin, 14. jul 1921 - Beograd, 28. novembar 2010) je bio profesor na Defektološkom fakultetu Univerziteta u Beogradu.

## Biografija
Ljubomir Savić rođen je u Paraćinu 1921. godine. Оtac mu je bio upravitelj osnovne škole a majka učiteljica. Gimnaziju je završio u Zemunu 1937. godine a Bogosloviju u Sremskim Karlovcima 1941. godine, zatim Učiteljsku školu u Jagodini 1946. godine i defektološki odsek Više pedagoške škole u Beogradu 1948. godine. Paralelno je studirao Filozofski fakultet, pedagoško psihološku grupu, gde je diplomirao 1950. godine. Doktorirao je na istom fakultetu 1962. godine sa tezom „Teorija i praksa specijalnog školstva u Srbiji do drugog svetskog rata“.
Bio je najpre učitelj u školi za gluvu decu „Radivoj Popović“ u Zemunu 1947. godine, pa njen upravitelj (od 1950. do 1953. godine) a zatim pedagoški instruktor u školi za gluvu decu u Jagodini (od 1953. do 1957. godine). Po konkursu prelazi u Centralni odbor Saveza gluvih Jugoslavije na mesto savetnika za kulturu i prosvetu i međunarodne veze (od 1957. do 1964. godine) da bi zatim bio postavljen za glavnog istraživača Centra za rehabilitaciju gluvih u Beogradu, gde realizuje tri naučno istraživačka projekta iz oblasti gluvoće i rehabilitacije za potrebe SAD i Jugoslavije.
Godine 1964. je konkursom izabran za savetnika za specijalne škole Republičkog zavoda za školstvo Srbije, a zatim postavljen za vršioca dužnosti istog zavoda, i na toj dužnosti ostaje do 1978. godine kada je po konkursu izabran za vanrednog profesora Defektološkog fakulteta u Beogradu. Postavljen je za šefa katedre za surdopedagogiju 1979. godine a zatim za dekana Defektološkog fakulteta (od 1983. do 1985. godine) sa koje je dužnosti, posle 43 godine rada u školstvu, otišao u penziju.
Poseban segment u radu doktora Savića zauzima njegova delatnost na humanitarnom polju i saradnji sa društveno humanitarnim organizacijama kao što su Savez gluvih, Savez slepih, Društvo multipleks skleroze i Savez distrofičara, za koje je uradio veliki broj monografija i spomenica. Takođe je njegova saradnja bila vrlo istaknuta sa specijalnim školama za slepu decu u Zemunu i školama za gluvu decu u Beogradu, Jagodini, Nišu i Prizrenu, od kojih je dobio brojna priznanja.

## Naučni rad
Objavio je preko stotinu knjiga, univerzitetskih udžbenika, naučnih studija, monografija, srednjoškolskih i osnovnoškolskih udžbenika, kao i nekoliko stotina članaka u zemlji i inostranstvu za šta je od strane Velikosaveznog zavoda za naučni rad SFRJ dobio zvanje eksperta u domenu defektologije. 
Najznačajniji radovi profesora Savića su:
- Teorija i praksa specijalnog školstva u Srbiji, Beograd 1966.
- Sistemi obrazovanja gluvih, Beograd 1974.
- Surdopedagogika - kjiga prva, Beograd 1980.
- Metodika rada sa decom oštećenig sluha, Beograd 1982.
- Život i delo Adalberta Lampea, Beograd 1985.
- Znakovni rečnik za gluve, Beograd 1986.
- Metodika učenja govora gluve dece, Beograd 1986.
- Surdoandragogija, Beograd 1988.
- Predškolska surdometodika, Beograd 1988.
- Istorija surdopedagogije Srbije, Beograd 1991.
- Surdopedagogija, Beograd 1994.
- Metodika auditornig treninga, Beograd 1995.
- Priručnik za prevodioce gluvim licima, Beograd 1996.
- Život i delo Valentina Aja, Beograd 1997.
- Istorija logopedije Srbije, Beograd 1999.
- Međunarodne rezolucije o pravima hendikepiranih lica, Beograd 2002.
- Neverblana komunikacija gluvih i njena interpretacija, Beograd 2002.
- Radivoj Popović - osnivač specijalnog školstva Srbije, Beograd 2004.
- Pregled opšte istorije logopedije, Beograd 2005.
- Moj prvi katihizis, Beograd 2006.
- Gluvi u antičkom svetu, Beograd 2007.

## Priznanja
Za svoj rad profesor Savić je dobio sledeće nagrade: 
- Oktobarsku nagradu Dositej Obradović grada Beograda (1986)
- Priznanje inovator od zajednice za nauku i istraživačku delatnost grada Ljubljane pod nazivom Inova 87 (1987)
- Plaketu grada Beograda (1984)
- Padogoški pokret Jugoslavije, Priznanje za životno delo Doktor Vojislav Bakić (2000)
- Plaketu i povelju Defektološkog fakulteta u Beogradu za 30 godina rada fakulteta (2006) i još oko pedeset drugih priznanja i pohvala od strane humanitarnih i invalidskih organizacija i ustanova za specijalno vaspitanje i obrazovanje.

## Literatura
- Jedan čovek jedan život, Mr Svetlana Milošević, Beograd 2001.
- Pedagoška enciklopedija, Beograd 1989.
- Leksikon Ko je ko u Srbiji, Beograd 1996.
- Spomenica Katedre za pedagogiju Filozofskog fakulteta u Beogradu, Beograd 1967.
- Istorija surdopedagogije Srbije, Beograd 1992.
- Dvadeset godina Defektološkog fakulteta, Beograd 1995.
- Jagodinski biografski leksikon, Rade Milosavljević, Beograd 2006.

## Spoljašnje veze
- In memoriam[мртва веза]